# Schiffahrtsmuseum Nordfriesland

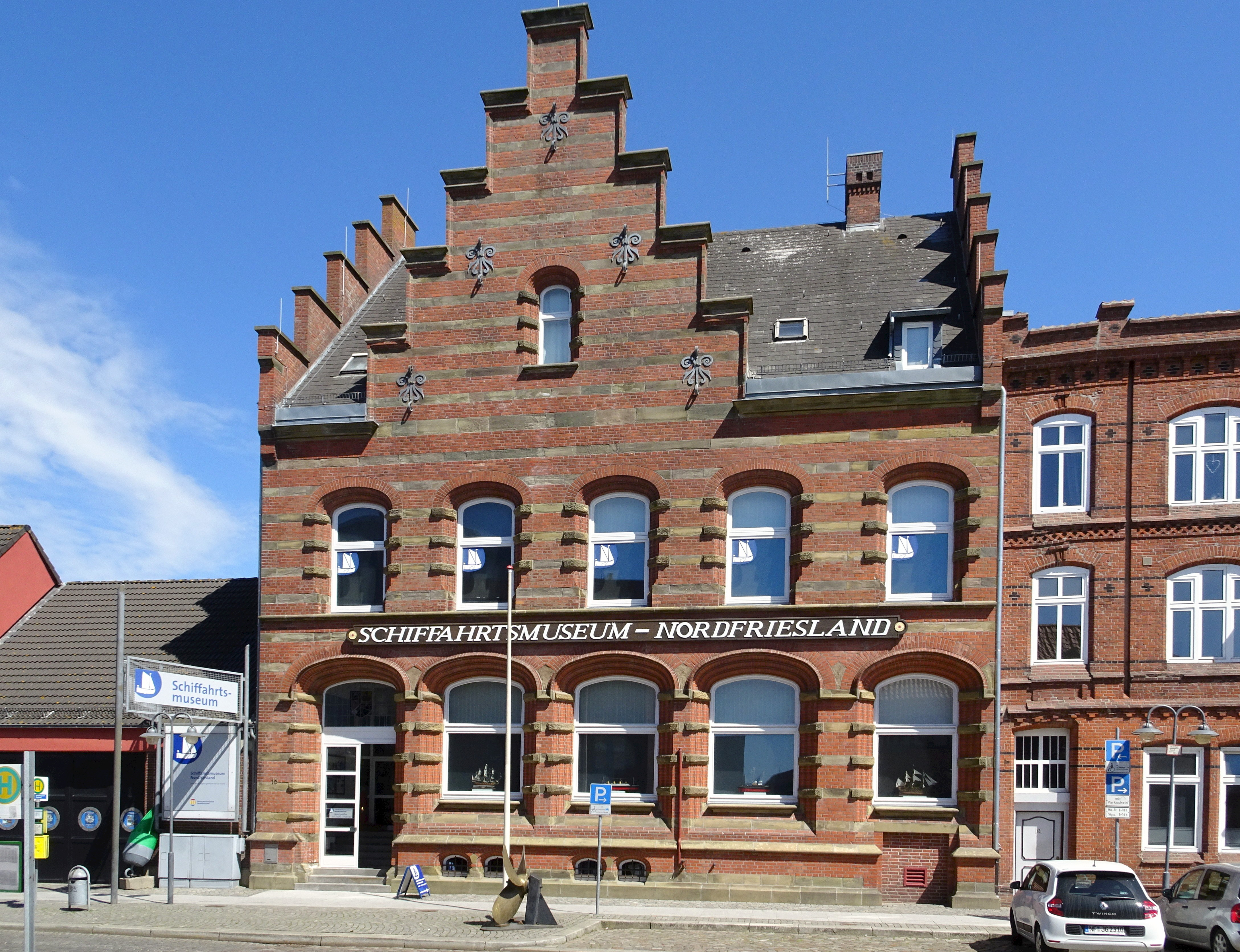
Gebäude des Schiffahrtsmuseums

Das Schiffahrtsmuseum Nordfriesland (Eigenschreibweise mit zwei "f") befindet sich am Zingel 15 in Husum, Schleswig-Holstein. Hier werden auf vier Ebenen die Beziehungen des Hafens der Stadt und des Kreises Nordfriesland zum Schiffbau, zur Schifffahrt, zum Walfang und zur Küstenfischerei dargestellt. Größere Exponate wie eine historische Slipanlage, Motoren und Anker befinden sich im Freigelände.

## Erdgeschoss

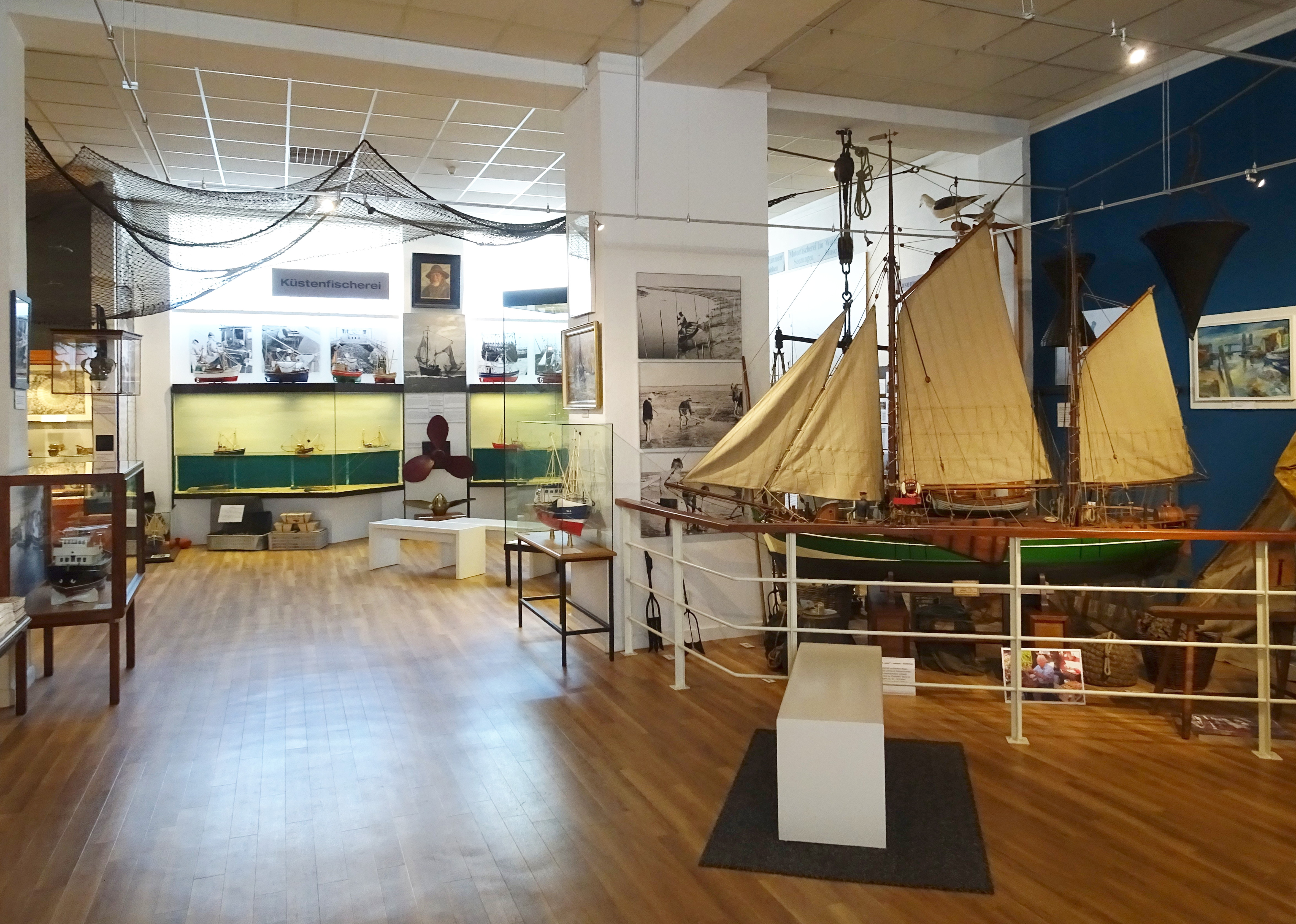
Erdgeschoss

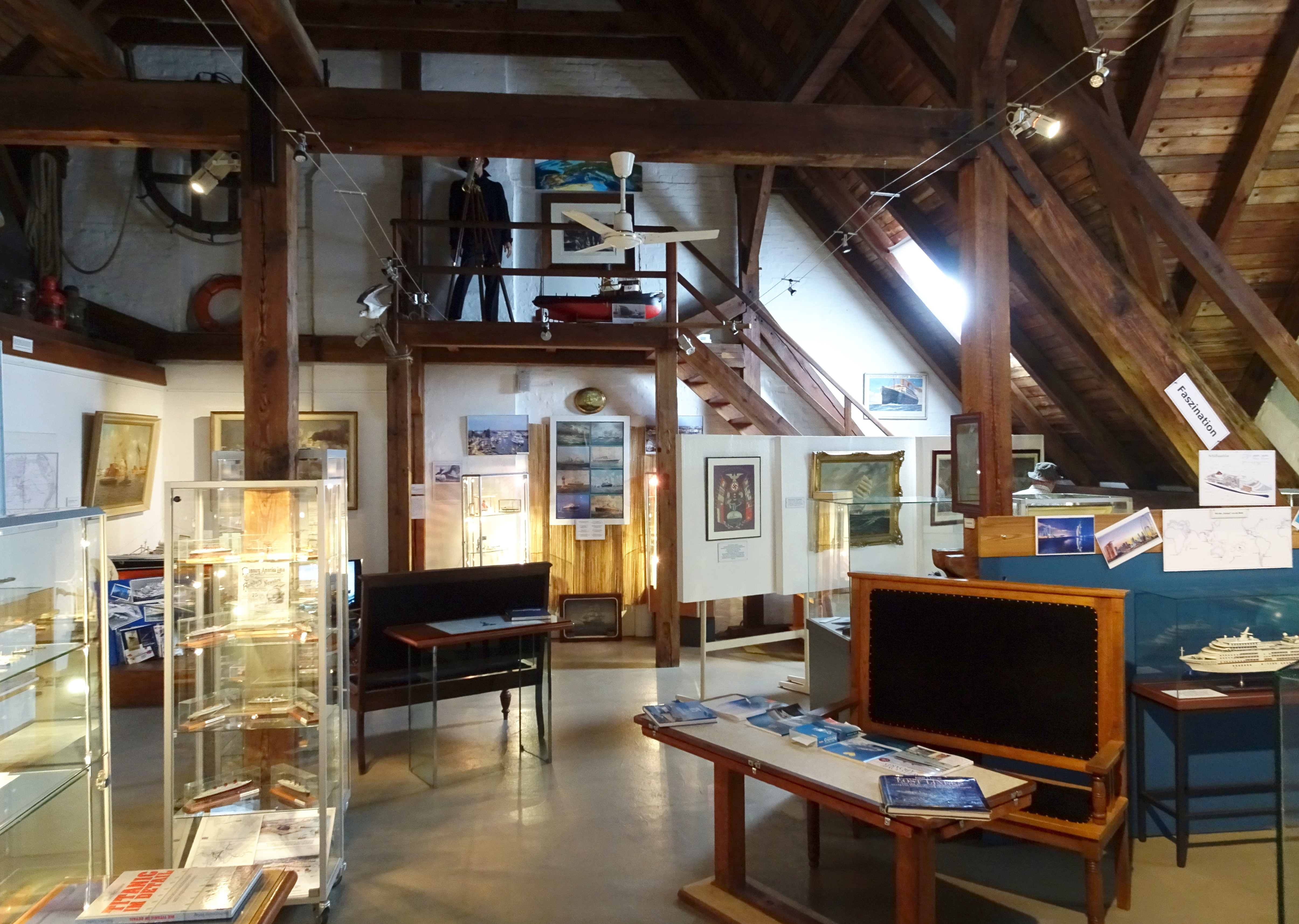
Dachgeschoss

Das Gebäude des Schiffahrtsmuseums Nordfriesland stammt aus dem Jahr 1902 und liegt an der Spitze des Husumer Binnenhafens gegenüber dem Rathaus. Das Museum wurde 1988/89 durch private Initiative eingerichtet. Die Besucher werden im Erdgeschoss über die Geschichte des Holzschiffbaus, der Werkzeuge, der Wattenmeerfischerei, des Walfangs, der Schifffahrt, Schiffsnavigation und der Rettung auf See informiert. Ein Teil des Rumpfes eines Holzschiffes, das Heckschiff einer sogenannten Eiderschnigge in Originalgröße, zeigt den kompakten Bau und die stabile Spantbauweise. Außerdem befindet sich eine Sammlung maritimer Raritäten und Buddelschiffe im Erdgeschoss. Auf gleicher Ebene, allerdings im Freigelände, sind weitere Exponate wie ein Leuchtturm, verschiedene Boots- und Schiffs-Antriebsmotoren, Anker, Tonnen und das Rettungsboot Eltje der Deutschen Gesellschaft zur Rettung Schiffbrüchiger ausgestellt.

## Obergeschoss
Die originalgroße Brücke eines kleinen Schiffes mit Ruderstand, Maschinentelegrafen und anderen technischen Geräten vermittelt dem Besucher die Anordnung eines Ruderhauses aus den 1960er Jahren. Aus den Fenstern blickend wird in einem Video das Auslaufen des Schiffes realistisch dargestellt. Weitere Themen sind „1000 Jahre unter Segeln“ und die Schulschifffahrt, die von einigen Reedereien und der Marine durchgeführt wurde. Der Besucher erhält Einblick in die Arbeiten des Husumer Kartografen Johannes Mejer sowie in die für die Nordsee typische Wattenmeerschifffahrt und die Seezeichen (Tonnen- und Baken, Leuchttürme und Feuerschiffe). In einem separaten Raum wird der Stahlschiffbau vom Nieten bis zum Schweißen dargestellt, teilweise angelehnt an die Husumer Schiffswerft.

## Untergeschoss, Dachgeschoss und Binnenhafen
Im Untergeschoss und einem modernen Anbau befindet sich das Wrack eines Frachtseglers aus den Jahren um 1600, auch als „Zuckerschiff“ bezeichnet: Zur Konservierung der empfindlichen Wrackteile aus Eichenholz wurde eine Zuckerwasserlösung verwendet. Bergung und Konservierung des Wracks in den Jahren von Juli 1994 bis 1997 werden ausführlich in Schautafeln und Video dokumentiert. Im Nebenraum befinden sich ein Fellboot und diverse historische Funde aus dem Wattenmeer. Das Dachgeschoss ist maritimen Sonderausstellungen und Videovorführungen vorbehalten.
Am Binnenhafen ist der Tonnenleger „Hildegard“ auf der historischen Slipanlage zu besichtigen, ebenso ein großer Wulstbug, die Schiffsschraube eines großen Frachters und ein großer Takelmast.

## Bilder der Sammlung (Auswahl)

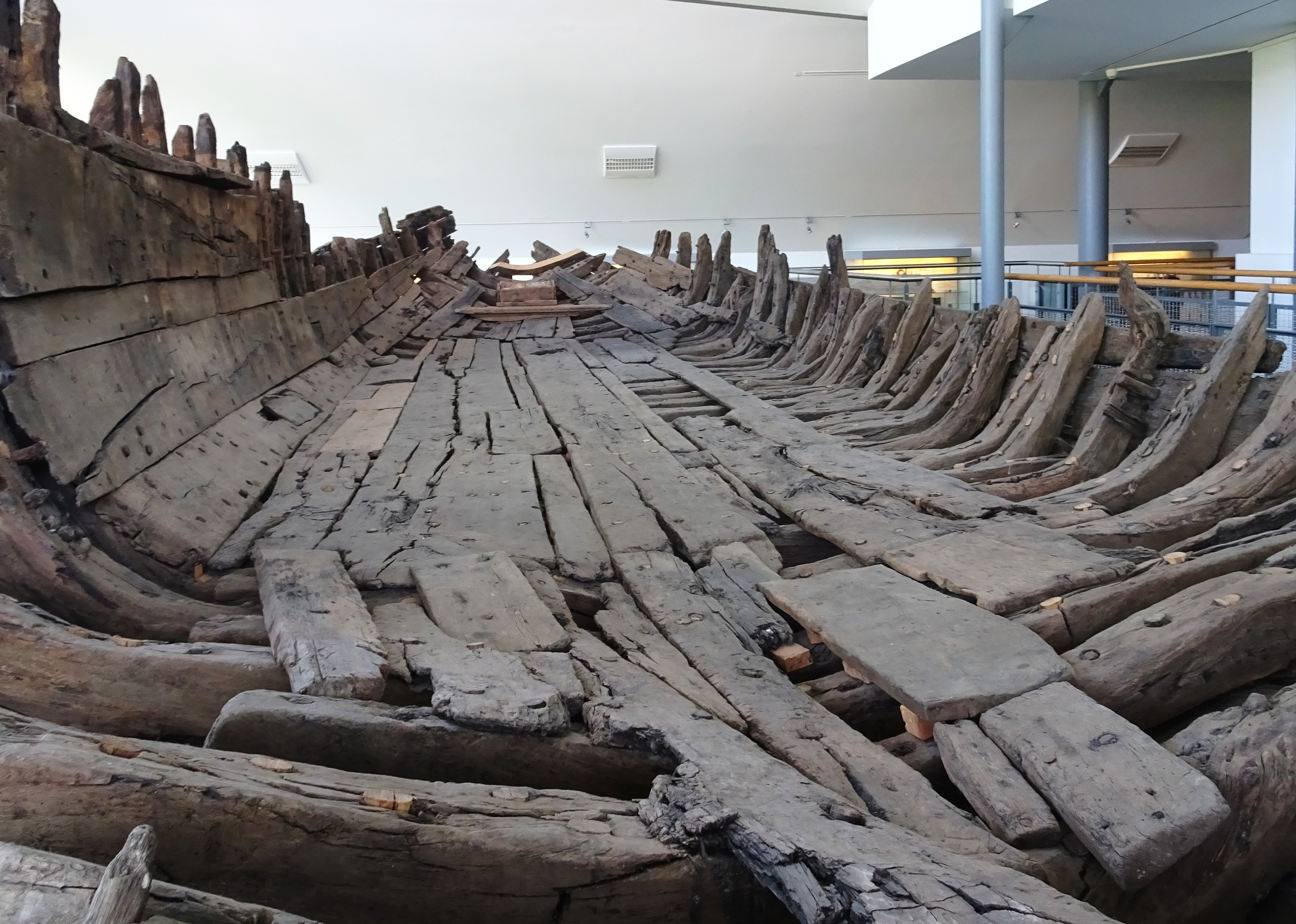
Uelvesbüller Wrack eines Frachtseglers (Baujahr ca. 1600)
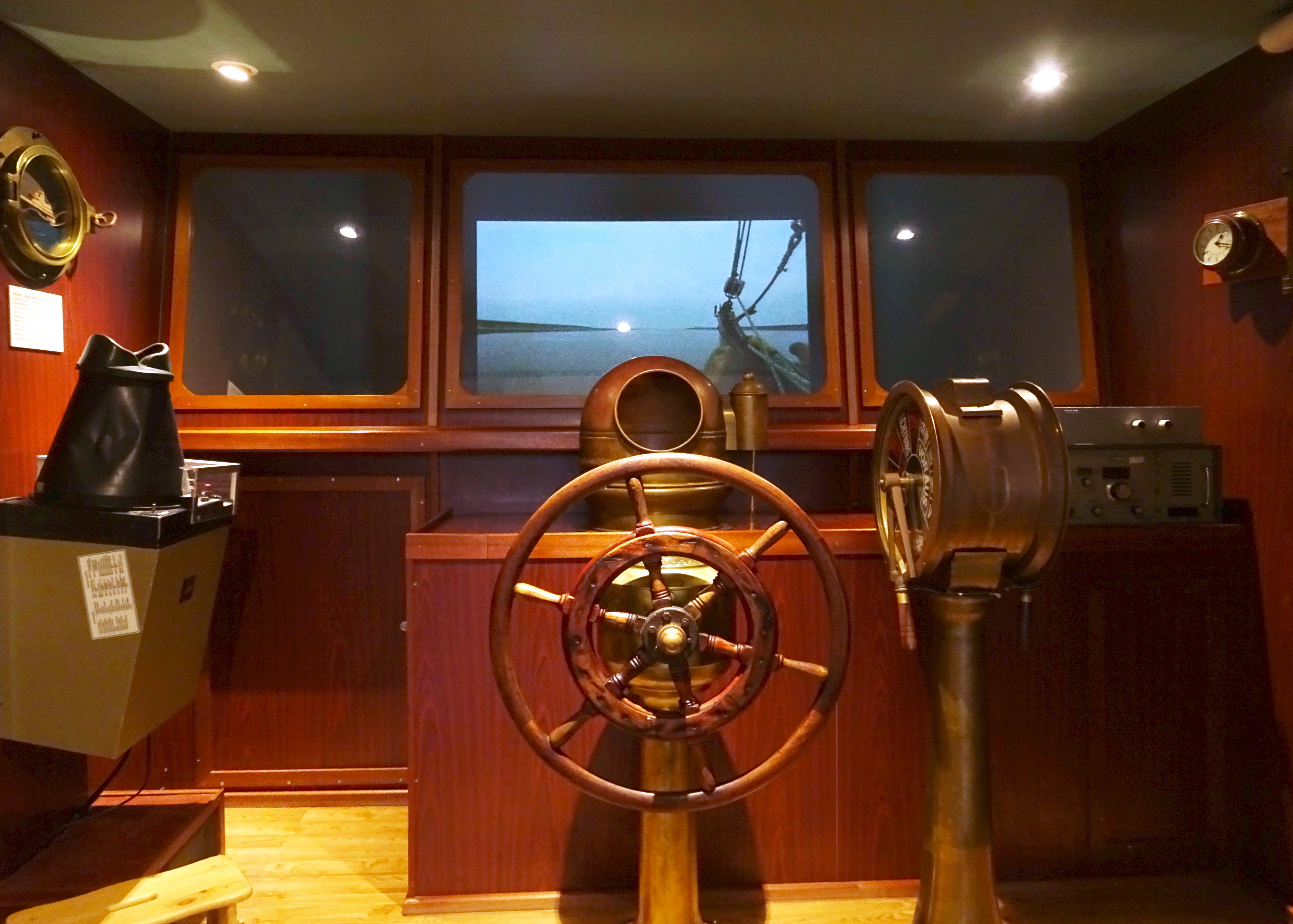
Ruderstand eines kleinen Schiffes
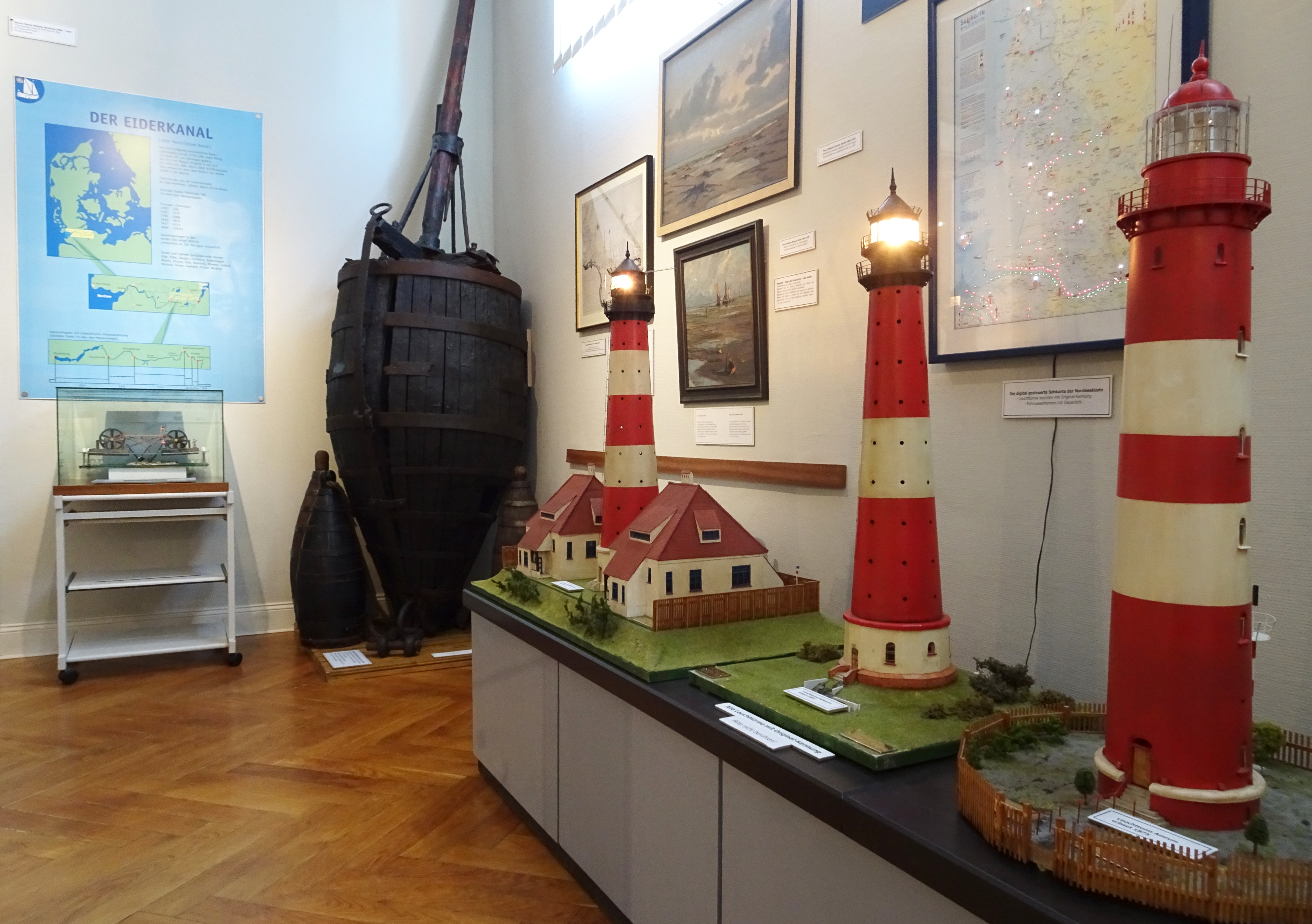
Leuchtturmmodelle
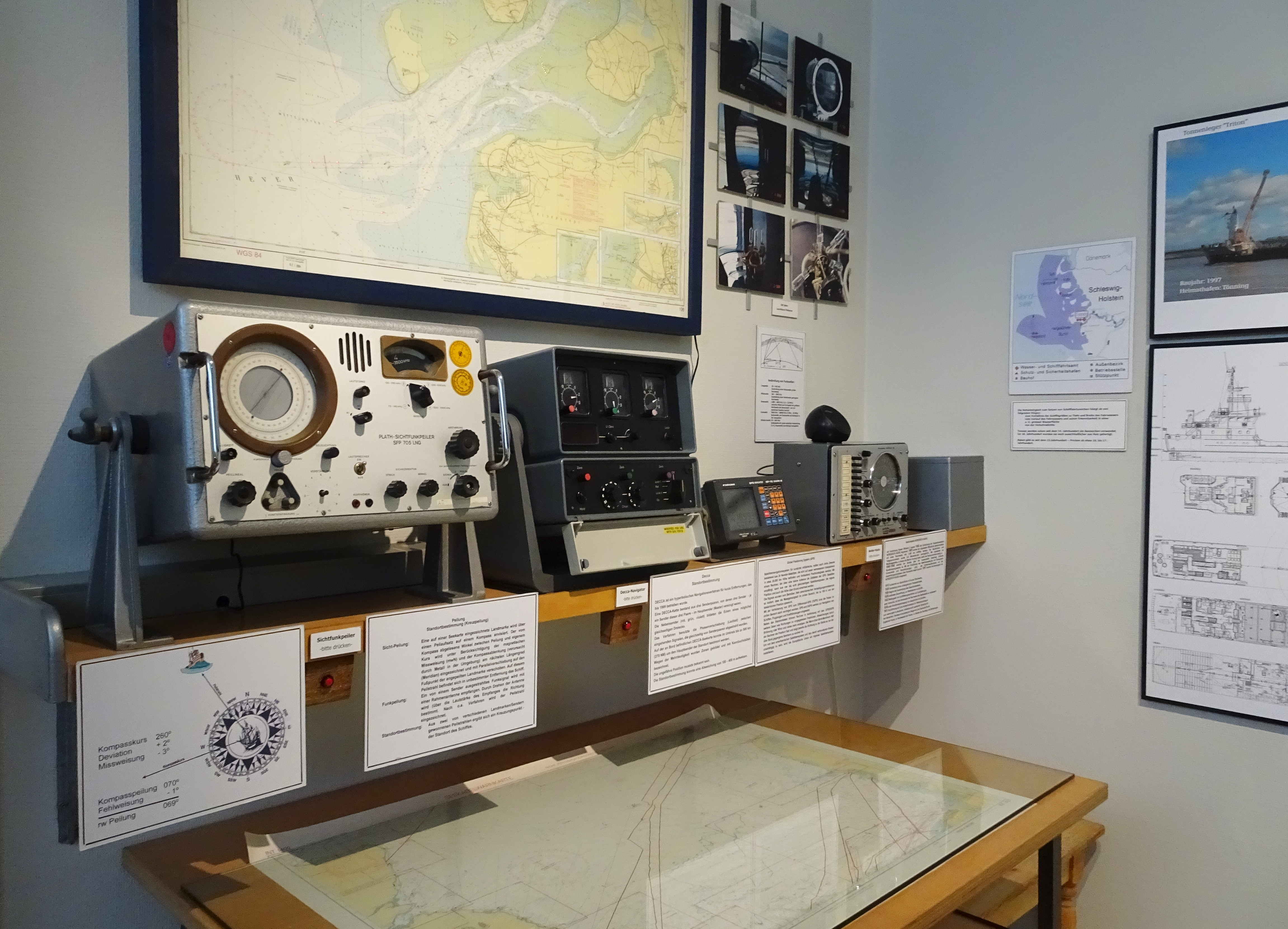
Küstenfunk
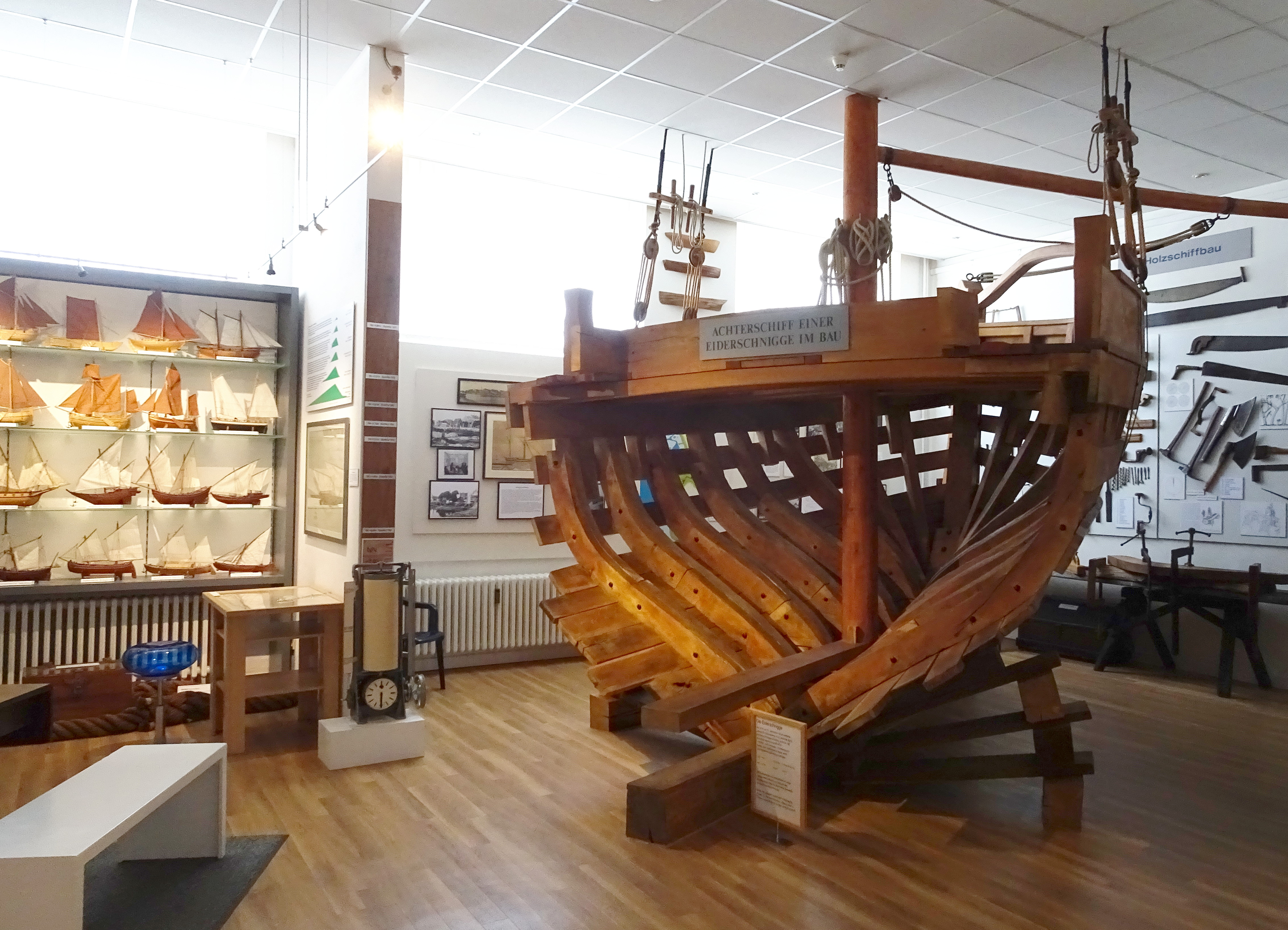
Originalgroßes Hinterschiff einer Eiderschnigge